# Адам Салаи
Адам Чаба Салаи (мађ. Szalai Ádám Csaba; Будимпешта, 9. децембар 1987) био је професионални фудбалер који који је као јуниор играо на позицији одбрамбеног играча за мађарске прволигашке клубове Хонвед, Ујпешт, и немачки Штутгарт, да би као сениор играо за немачке тимове Штутгарт II, Шалке 04, Хофенхајм, Хановер, Мајнц 05, шпански Реал Мадрид Кастиља швајцарски Базел и био је  мађарски фудбалски репрезентативац. Учествовао је на европским првенствима у фудбалу 2016. и 2020. године.

## Клупска каријера

### Ране године и Штутгарт
Салаи је каријеру започео у свом родном граду Будимпешти, играјући за Будимпешта Хонвед и Ујпешт. Године 2004. преселио се у Немачку да заврши свој развој, провевши две године на омладинској академији ВфБ Штутгарта.
Салаи је дебитовао за сениоре у сезони 2006/07, играјући са резервистима у јужној Регионалној лиги.

### Реал Мадрид Кастиља
У августу 2007. Салаи је пребачен у Реал Мадрид Кастиљу, резервни тим Реал Мадрида, за приближно 500.000 евра.
У својој другој сезони у Сегунда дивисион Б, једином нивоу у којем се такмичио током свог боравка у Шпанији, постигао је 16 голова у 37 утакмица, али је екипа заузела само шесто место у првенству, чиме је изостала из плеј-офа.

### Мајнц
Дана 9. јануара 2010. Реал Мадрид је позајмио Салаија у 1. ФСВ Мајнц 05 до јуна. Дебитовао је у Бундеслиги седам дана касније, ушао је као замена у 63. минуту у поразу у гостима од Бајера 04 из Леверкузена резултатом 4 : 2.
Салаи је постигао свој први гол за Мајнц у победи на домаћем терену над Борусијом Дортмунд са резултатом од 1 : 0, 10. априла 2010. године. Постигао је свој други гол против ФК Бајерна из Минхена 25. септембра у победи у гостима резултатом 2 : 1, снажним ударцем у горњи угао, што је била шеста узастопна победа клуба из Рајнланд-Палатината у сезони, у коначном низу од седам. Дана 29. јануара 2011, на утакмици са 1. ФК Кајзерслаутерн, задобио је повреду колена, укрштени лигамент, због чега је остао ван терена до краја сезоне.
Дана 22. јануара 2012, Салаи се вратио у акцију са Мајнцем након повреде, одигравши друго полувреме у пораза од Леверкузена резултатом 3 : 2. Дана 1. августа је потписао продужетак уговора са клубом до јуна 2015., а 27. октобра постигао је свој први хет-трик за тим у поразу од |ТСГ 1899 Хофенхајма код куће резултатом 3 : 0.
Дана 10. фебруара 2013, Салаи је постигао свој 12. гол у сезони против ФК Аугзбурга, чиме је постао најпродуктивнији мађарски стрелац у једној сезони немачке прве лиге, надмашивши и Лајоша Детарија и Василеа Мирјушу, који је постигао 11. голова за Ајнтрахт-87 из Франкфурта   Дана 15. априла, Ски Спортс је објавио чланак о играчу где је Хорст Хелдт, генерални менаџер ФК Шалке 04, наводно показао интересовање да га потпише, док се клуб не квалификује у УЕФА Лигу шампиона како би финансирао трансфер.

### Шалке
Салаи је 27. јуна 2013. потписао четворогодишњи уговор са Шалкеом. Након што је званично дебитовао против аматера ФК Нотинген у првом колу ДФБ-Бокала, одиграо је свој први лигашки меч против Хамбургер СФ, постигавши последњи гол домаћина у нерешеном резултату 3 : 3 након шута Кристијана Клеменса голман Рене Адлер је лоше реаговао.
Салаи је био кључан у помагању свом тиму да стигне до групне фазе Лиге шампиона. После нерешеног резултата 1 : 1 у првој утакмици против ПАОК-а, он је у другом мечу у Солуну одиграо веома добро (победа од 3 : 2), и у оба наврата одиграо пуних 90 минута.

### Хофенхајм
Салаи је 3. јула 2014. пребачен у Хофенхајм за 6 милиона евра. Александар Розен, спортски директор, рекао је да се уклопио у стил клуба. Дебитовао је за свој нови тим против Аугзбурга, отворио резултат у победи домаћина од 2 : 0 и проглашен је за „Играча дана“ на сајту Бундеслиге.
Салаи је први пут у каријери искључен 22. новембра 2014. након што је направио фаул над Дантеом у 90. минуту првенствене утакмице против Бајерна из Минхена на Алијанц арени, а Немачки фудбалски савез га је казнио са два меча неиграња . Дана 12. децембра, заменио је Ентонија Модестеа у утакмици са Ајнтрахтом из Франкфурта, постигао је изједначујући гол за 2 : 2 три минута после уласка, а у 87. је асистирао Роберту Фирмини приликом постизавања победничког гола.
Дана 4. јануара 2016, након што је био повезан са мноштвом клубова, Салаи је наставио у Немачкој тако што је био позајмљен Хановеру 96 до краја прваенства.

### Повратак у Мајнц
Дана 27. августа 2019, Салаи се вратио у Мајнц уз слободан трансфер и двогодишњи уговор. Углавном као резерва у својој другој фази на Мева Арени, постигао је само четири гола у свим такмичењима.

### Базел
Дана 16. фебруара 2022, Салаи се придружио ФК Базел до јуна 2023, након што је прекинуо уговор са Мајнцом. Постигао је гол на свом дебију у швајцарској Супер лиги три дана касније, у победи код куће од 3 : 0 против ФК Лозана-Спорт.
Салаијев уговор је споразумно раскинут 29. јануара 2023. године.

## Репрезентација
Салаи је редовно наступао са мађарским тимом до 21 године. Дана 11. фебруара 2009. дебитовао је у репрезентацији саставу, заменивши Золтана Селешија у 84. минуту у пријатељској утакмици са Израелом, пораз резултатом 1 : 0. Дана 8. октобра следеће године, током квалификација за УЕФА Европско првенство 2012. против Сан Марина на стадиону Ференц Пушкаш, постигао је три гола у победи мађарске репрезентације са резултатом 8 : 0.  Четири дана касније, на истом такмичењу, допринео је још једном победи у гостима против Финске од 2 : 1.
Дана 29. фебруара 2012, Салаи се вратио у репрезентацију након једногодишње повреде голом против Бугарске, у пријатељском сусрету у Ђеру. Дана 7. септембра, у првој националној утакмици квалификација за Светско првенство у фудбалу 2014. постигао је трећи гол госте у коначној победи од 5 : 0 против Андоре.
Дана 16. октобра 2012. Салаи је помогао Мађарској да победе Турску са 3 : 1, постигавши други погодак након асистенције Тамаша Кадара.